# Alfabetul chirilic sârb
Alfabetul chirilic sârb (sârbă српска ћирилица/srpska ćirilica, pronounced pronunție în sârbocroată [sr̩̂pskaː t͡ɕirǐlit͡sa]) este o adaptare a alfabetului chirilic pentru sârbo-croată, dezvoltat în 1818 de lingvistul sârb Vuk Stefanović Karadžić. Este unul dintre cele două alfabete folosite pentru a scrie sârba modernă standard, bosniacă și muntenegreană, celălalt fiind latin.

## Legătură externă
- Omniglot – Serbian, Croatian and Bosnian